# Biblioteca di San Giovanni Evangelista
La Biblioteca monumentale di San Giovanni Evangelista è una biblioteca collocata all'interno del complesso dell'abbazia di San Giovanni Evangelista a Parma. Nel 1574-1575, su commissione dell'abate Stefano Cattaneo da Novara, è stata interamente affrescata con decorazioni a grottesca dai pittori bolognesi Giovanni Antonio Paganino ed Ercole Pio.

## Storia
La sala della Biblioteca venne riedificata nel 1523 in seguito a un disastroso incendio che nel 1447 la distrusse completamente. La nuova organizzazione degli spazi della biblioteca dipende dal nuovo status assunto dall'abbazia benedettina, entrata nel 1477 a far parte della Congregazione di Santa Giustina (nota anche come congregazione cassinese). Il monastero di Parma diventa, con la costituzione cassinese del 1520, una delle sedi destinate all'educazione dei monaci più inclini agli studi, specializzata nell'insegnamento della logica e della filosofia naturale. In nome della nuova funzione pedagogica assunta dall'abazia, il padre Stefano Cattaneo da Novara (periodo di abbaziato: dal 1573 al 1576) decise di decorare interamente le pareti della biblioteca ideando un apparato iconografico che potesse istruire i monaci. Erudito ed esperto di lingue antiche e filologia, l'abate Stefano Cattaneo da Novara, aiutato dal monaco Vitale da Verona, si affida per l'elaborazione dell'iconografia ai più importanti testi classici oltre che a nuovi testi coevi, inserendo appieno il simbolismo degli affreschi nella cultura rinascimentale dell'epoca. L'abate commissiona nel 1574 le pitture parietali a due pittori bolognesi Giovanni Antonio Paganino ed Ercole Pio che già nel 1575 completano il ciclo pittorico (come indicato in un cartiglio sulla parete del lato ovest in cui si legge Anno domini 1575 Parmae). Sullo stato di avanzamento dei lavori erano sempre informati i membri della famiglia Farnese, con cui l'abate intrattenne in quel periodo una fitta corrispondenza.

## Descrizione

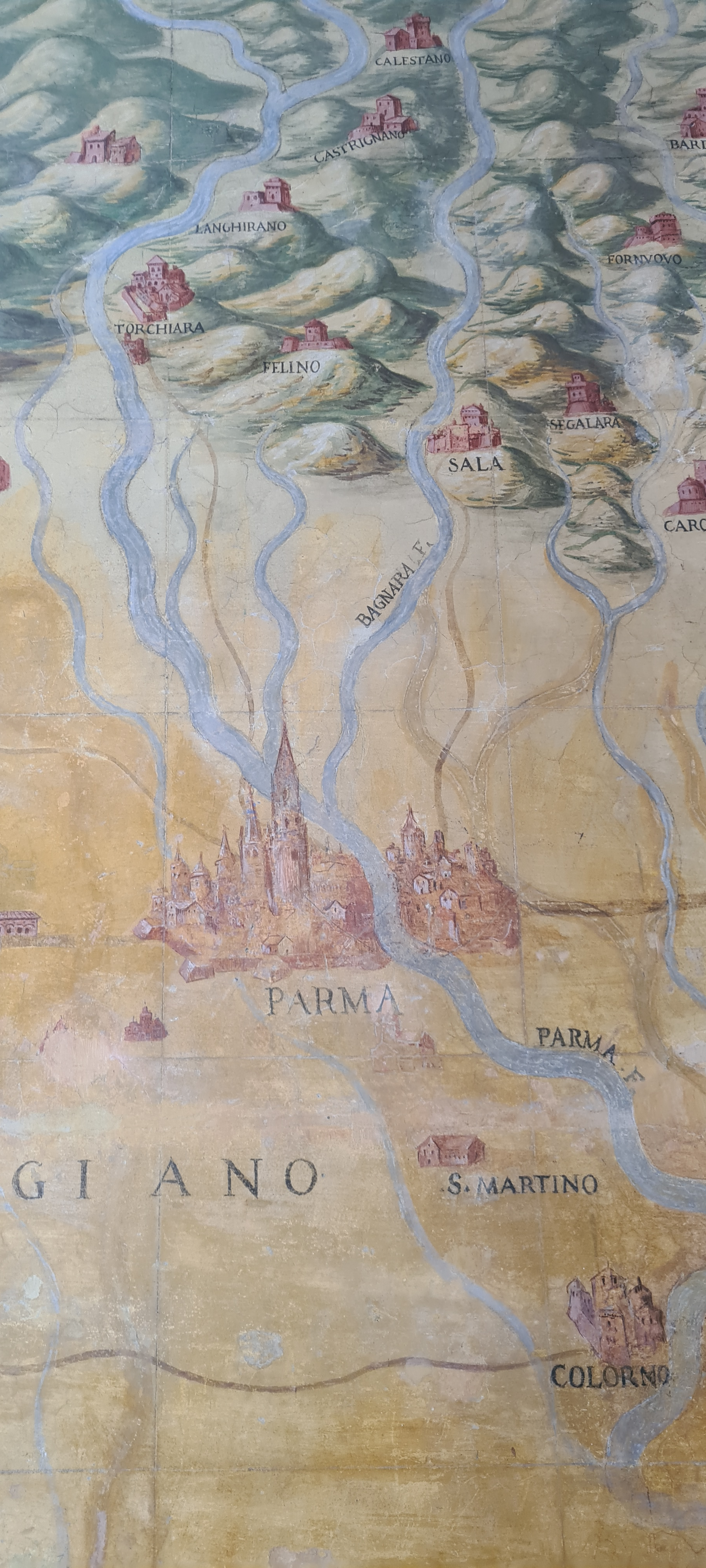
Dettaglio della città di Parma nell'affresco che raffigura i territori del Ducato di Parma e Piacenza nella Sala della Biblioteca di San Giovanni Evangelista.

La Biblioteca di San Giovanni Evangelista è collocata al primo piano del primo complesso dell'abbazia ed è adiacente a due corridoi sul lato nord e sud, mentre i lati est ed ovest - adornati da ampie finestre - affacciano sui due chiostri dell'abbazia. 
La sala è organizzata in tre navate con la volta suddivisa in 18 campate con archi a tutto sesto modulati da 10 colonne ioniche. La volta è interamente decorata con motivi a grottesca e con affreschi il cui principale tema iconografico è quello della giustizia. Nella campata centrale viene rappresentata l'allegoria della Giustizia come esempio di sapienza divina. L'articolazione della campate dipende da dei motivi vegetali che si alternano a cartigli in lingua latina, italica, siriaca, ebraica e araba.
Le pitture parietali presentano dei temi iconografici più eterogenei tra cui riproduzione di carte geografiche, figure bibliche, genealogie, simbolismi e battaglie. Nella parete ovest, l'affresco centrale rappresenta una cartina geografica del Ducato di Parma e Piacenza celebrativa della Signoria dei Farnese. La cartina è orientata con il sud in alto: sembra, infatti, che la vista dei territori sia ripresa dal Torrazzo di Cremona che si staglia sul fondo della rappresentazione. Sulla parete opposta ad est ricostruisce la celebre Battaglia di Lepanto. Anche questo affresco ha un preciso intento celebrativo poiché al centro della composizione troviamo l'armata dei Farnese guidata dal valoroso rampollo della famiglia Alessandro Farnese, figlio del Duca Ottavio Farnese.

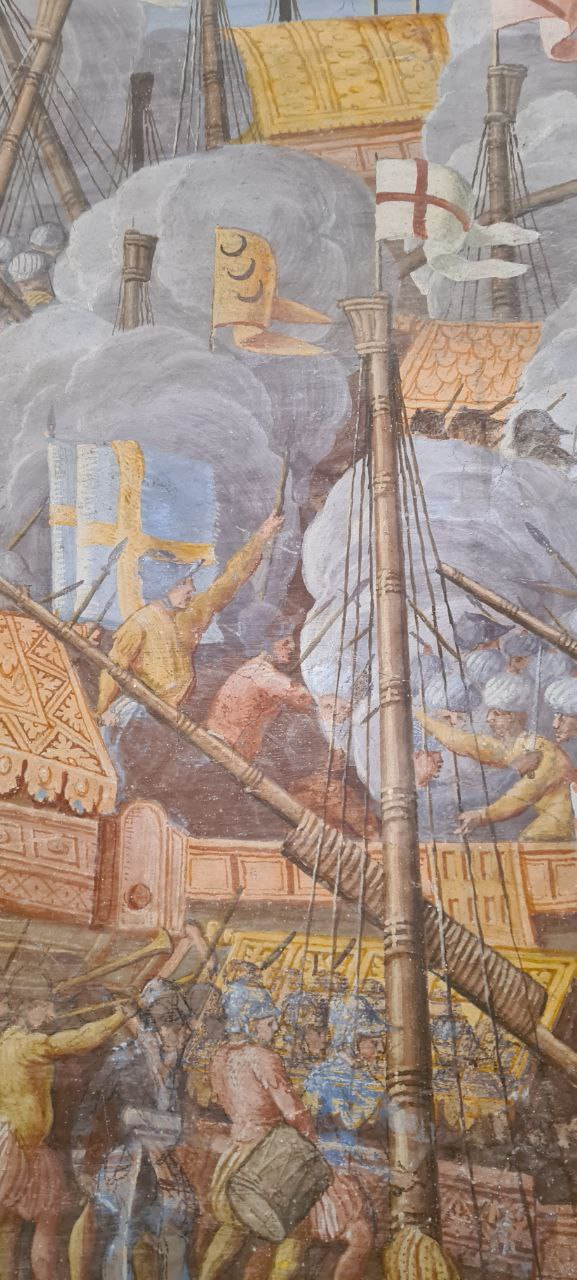
Alessandro Farnese con il bastone del comando ritratto nella flotta della famiglia Farnese durante la Battaglia di Lepanto.